# Strymon inornata
Strymon inornata är en fjärilsart som beskrevs av Ruggero Verity. Strymon inornata ingår i släktet Strymon och familjen juvelvingar. Inga underarter finns listade i Catalogue of Life.